# Favartia richardbinghami
Favartia (Pygmaepterys) richardbinghami là một loài ốc biển, là động vật thân mềm chân bụng sống ở biển thuộc họ Muricidae, họ ốc gai.

## Miêu tả
Kích thước vỏ ốc là 17 mm

## Phân bố
Loài này phân bố ở Vịnh Mexico dọc theo miền đông Florida